# Stellaria pusilla
Stellaria pusilla là loài thực vật có hoa thuộc họ Cẩm chướng. Loài này được Em. Schmid miêu tả khoa học đầu tiên năm 1932.